# Ульбрихт, Лотта
Лотта Ульбрихт (нем. Lotte Ulbricht, урожд. Шарлотта Кюн Charlotte Kühn; 19 апреля 1903, Берлин — 27 марта 2002, Берлин) — член СЕПГ, вторая супруга председателя Государственного совета ГДР Вальтера Ульбрихта.

## Биография
Шарлотта родилась в простой семье. Окончив среднюю школу, работала стенографисткой. В 1919 году вступила в молодёжную социалистическую организацию, в 1921 году — в Коммунистическую партию Германии. Работала стенографисткой в Центральном комитете КПГ, позднее в 1922—1923 годах в аппарате Коммунистического интернационала молодёжи в Москве. На одном из приёмов в Москве она была лично представлена Ленину, и в своей книге «Моя жизнь» Лотта восторженно отзывалась об этой встрече. В 1924—1926 годах Лотта работала во фракции КПГ в рейхстаге. Впоследствии была избрана в центральный комитет Союза коммунистической молодёжи Германии, а также работала в торговом представительстве Советского Союза в Берлине.
В 1931 году вместе со своим первым мужем Эрихом Вендтом эмигрировала в Советский Союз. В Москве Лотта училась в академии марксизма-ленинизма и Коммунистическом университете. После ареста мужа в 1937 году в отношении Лотты также велось следствие, по результатам которого ей был вынесен выговор по партийной линии. В 1938 году в Москве появился Вальтер Ульбрихт, и Лотта связала с ним свою дальнейшую судьбу. В 1939—1941 годах Лотта работала наборщицей в типографии, выпускавшей литературу на иностранных языках.
Вернувшись в Германию, Лотта возглавила в 1945 году общий отдел ЦК КПГ. В 1946 году Вальтер Ульбрихт удочерил девочку Марию Пестунову из лейпцигского детского дома, поскольку отношения с Лоттой оказались бездетными. Девочка, получившая впоследствии имя Беата Ульбрихт, родилась в 1944 году у украинки, угнанной на работу в Германию и погибшей при бомбардировке Лейпцига. В 1991 году Беата Ульбрихт была обнаружена убитой в своей квартире в Берлине.
С 1947 года Лотта работала личным сотрудником Вальтера Ульбрихта. В 1953 году они заключили брак. В 1953—1959 годах Лотта Ульбрихт училась в Институте общественных наук, в 1959—1973 годах работала в Институте марксизма-ленинизма и отвечала за редакцию издававшихся институтом речей и сочинений Вальтера Ульбрихта. Вышла на пенсию в 1973 году.
После объединения Германии Лотта проживала в уединении в своём доме в берлинском районе Нидершёнхаузен и отказывалась от интервью. Похоронена на кладбище Вайсензее. Старший брат Лотты Бруно участвовал в антифашистском движении и погиб, попав в плен.

## Сочинения
- Eine unvergessliche Reise. Verlag für die Frau, Leipzig 1965
- Reden und Aufsätze. 1943—1967. Dietz Verlag, Berlin
- Mein Leben. Selbstzeugnisse, Briefe und Dokumente. Herausgegeben von Frank Schumann. Das Neue Berlin, Berlin 2003, ISBN 3-360-00992-4